# Francisc Șimon
Francisc Șimon (Târgu Mureș, 8 gennaio 1927 – Târgu Mureș, 12 gennaio 2005) è stato un pallanuotista rumeno.
Ha fatto parte del Romania che ha partecipato al torneo di pallanuoto ai Giochi di Helsinki 1952 e di Melbourne 1956.
Alle Olimpiadi di Helsinki ha giocato in entrambe le partite, segnando 2 gol contro la Germania Ovest, mentre a quelle di Melbourne, è apparso in tutte le partite, segnando un totale di 5 gol.